# Aristoxen de Cirene
Aristoxen de Cirene (en llatí Aristoxenus, en grec antic Άριστόξενος) fou un filòsof de l'escola cirenaica que es va distingir per la seva golafreria i a causa d'això se li aplicava el malnom de κωλήν. L'esmenten Ateneu i Suides.